# Alfer

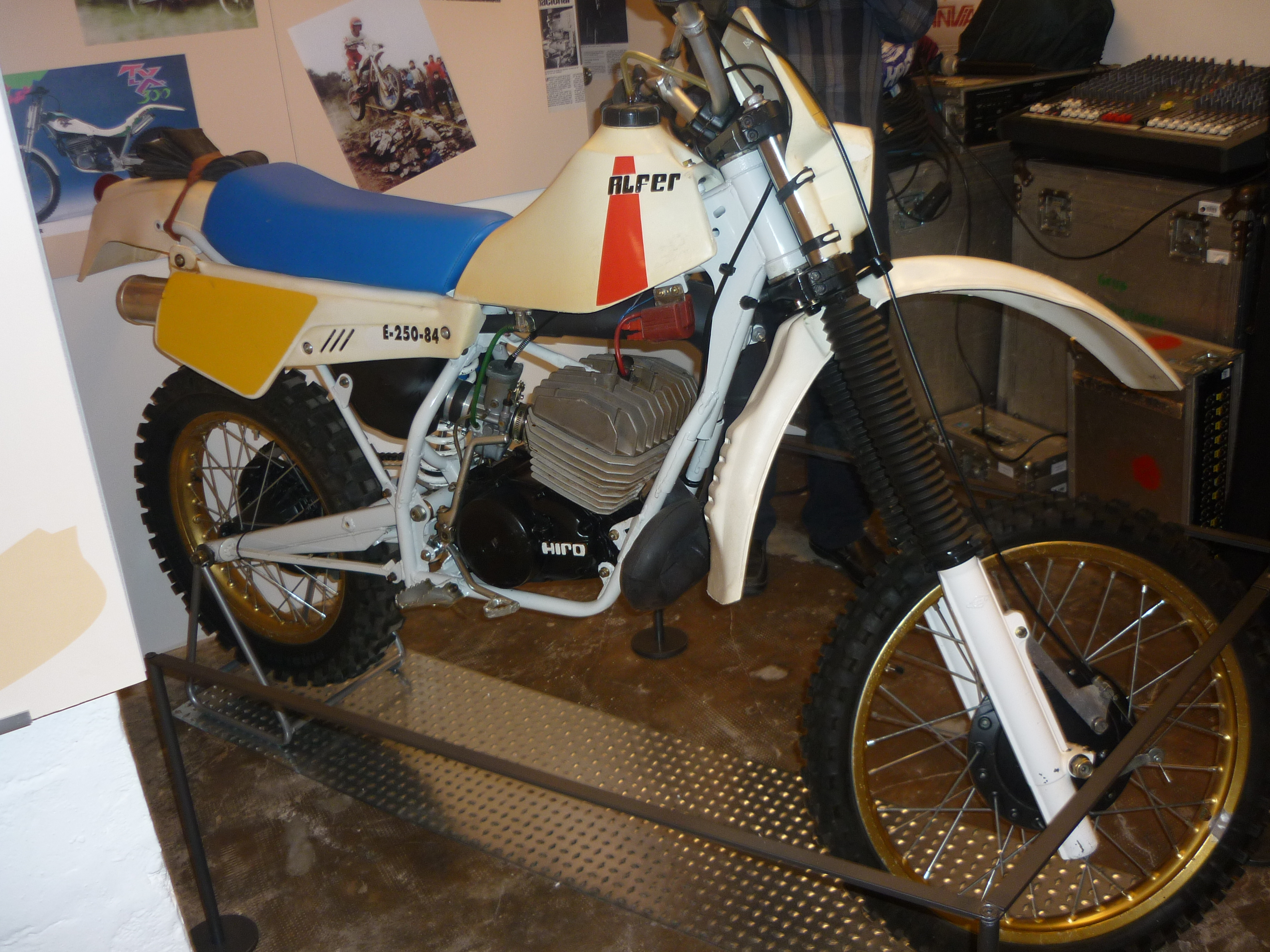
250cc-Alfer uit 1984

Alfer is een Spaans merk van motorfietsen.
De bedrijfsnaam was: Industrias Mecanicas Famota S.A., Barcelona.
Dit bedrijf begon in de eerste helft van de jaren tachtig met de productie van terreinmotoren met Hiro- en Moto Villa-inbouwmotoren. Later ging men ook eigen tweetaktmotoren ontwikkelen. Vanaf 1989 maakte Alfer ook eigen trialmotoren nadat er investeringen kwamen van Albert Juvanteny, die fortuin gemaakt had met de productie van keramiek. In 1992 ontwikkelde Martin Clerch een watergekoelde motor, die in een prototype werd gemonteerd maar nooit in productie kwam. Alfer exporteerde enduromotoren, crossmotoren en kindermotorfietsjes, maar de trialmotoren werden alleen in Spanje verkocht. Halverwege de jaren negentig eindigde de productie, maar het bedrijf bleef bestaan en ontwikkelde later elektrische motorfietsen, waaronder elektrische cross- en enduromotoren. 